# Kiss Me More
Kiss Me More è un singolo della rapper statunitense Doja Cat, pubblicato il 9 aprile 2021 come primo estratto dal terzo album in studio Planet Her.

## Pubblicazione
A gennaio 2021 Doja Cat aveva iniziato a seguire SZA e altri sette artisti su Twitter, alludendo alle possibili collaborazioni presenti nel nuovo album. Dopo che la canzone è stata menzionata per la prima volta in un'intervista per V, le due interpreti hanno svelato copertina e data di pubblicazione il 7 aprile 2021 sui loro profili social.

## Descrizione
Kiss Me More, che vede la partecipazione della cantante statunitense SZA, è stato descritto dalla critica specializzata come un brano disco, funk, hip hop e pop, ed è stato paragonato a Say So, il singolo che ha lanciato la carriera artistica di Doja Cat. Il ritornello è basato sulla melodia di Physical, celebre brano di Olivia Newton-John del 1981.

## Promozione
Doja Cat e SZA hanno eseguito il brano per la prima volta ai Billboard Music Awards il 23 maggio 2021.

## Video musicale
Il video musicale, diretto da Warren Fu, è stato reso disponibile su YouTube in contemporanea con l'uscita del singolo. In esso le due artiste hanno le sembianze di due extraterrestri, le quali seducono un astronauta, interpretato dall'attore statunitense Alex Landi, recatosi ad esplorare il loro pianeta. La clip ha ricevuto due candidature agli MTV Video Music Awards 2021 nelle categorie Video dell'anno e Miglior collaborazione.

## Tracce
Testi e musiche di Amala Zandile Dlamini, David Sprecher, Rogét Chahayed, Gerard A. Powell II, Carter Lang, Lukasz Gottwald, SZA, Terry Shadick e Stephen Kipner.
Download digitale – 1ª versione
1. Kiss Me More (feat. SZA) – 3:28

Download digitale – 2ª versione
1. Kiss Me More (feat. Naomi Watanabe) – 3:29

## Formazione
- Doja Cat – voce
- SZA – voce aggiuntiva
- Yeti Beats – produzione
- Rogét Chahayed – produzione
- Tizhimself – produzione aggiuntiva
- Carter Lang – produzione aggiuntiva
- Rian Lewis – registrazione
- Șerban Ghenea – missaggio
- John Hanes – assistenza al missaggio
- Joe Visciano – missaggio voce SZA
- Mike Bozzi – mastering

## Successo commerciale
Negli Stati Uniti il brano ha esordito alla numero 7 della Billboard Hot 100, segnando la terza top ten di Doja Cat e la quarta di SZA. Nel corso della settimana ha totalizzato 23,3 milioni di riproduzioni in streaming, ha venduto 7 600 copie digitali e ha infine raggiunto 12,6 milioni di ascoltatori via radio. Quattro settimane dopo il suo ingresso ha raggiunto la top five grazie a 25,9 milioni di audience radiofonica, 25,6 milioni di stream e 4 700 vendite in digitale. È divenuto in questo modo il miglior piazzamento per SZA nella Hot 100, superando il picco di 7 raggiunto assieme a Kendrick Lamar con All the Stars nel 2018. Nella settimana di pubblicazione di Planet Her ha toccato la 3ª posizione grazie a 70,7 milioni di ascolti radiofonici.
Nella classifica britannica il brano ha fatto il suo ingresso al 10º posto dopo aver venduto 24 804 unità, regalando ad entrambe le interpreti la loro seconda top ten. Nella sua quarta settimana ha raggiunto il 3º posto con altre 39 136 unità di vendita. In Irlanda Kiss Me More è entrato al 9º posto della classifica locale, divenendo la quarta top ten sia per Doja Cat che per SZA, per poi raggiungere un picco di 2 nella sua quinta settimana di permanenza.
In Australia il brano ha debuttato alla numero 10 nella classifica dei singoli, segnando la seconda top ten per Doja Cat e la quarta per SZA. Ha eventualmente raggiunto la 2ª posizione durante la sua quarta settimana. Nella classifica neozelandese Kiss Me More è riuscito ad imporsi al primo posto, divenendo il primo singolo al numero uno per entrambe le interpreti.

## Classifiche

### Classifiche settimanali
| Classifica (2021-24) | Posizione massima |
| -------------------- | ----------------- |
| Argentina            | 64                |
| Australia            | 2                 |
| Austria              | 19                |
| Belgio (Fiandre)     | 21                |
| Belgio (Vallonia)    | 11                |
| Canada               | 5                 |
| Corea del Sud        | 104               |
| Croazia              | 5                 |
| Danimarca            | 4                 |
| El Salvador          | 5                 |
| Estonia              | 189               |
| Finlandia            | 3                 |
| Francia              | 23                |
| Germania             | 31                |
| Grecia               | 5                 |
| India                | 8                 |
| Irlanda              | 2                 |
| Islanda              | 12                |
| Italia               | 59                |
| Libano               | 16                |
| Lituania             | 2                 |
| Malaysia             | 1                 |
| Norvegia             | 4                 |
| Nuova Zelanda        | 1                 |
| Paesi Bassi          | 7                 |
| Panama               | 20                |
| Paraguay             | 182               |
| Perù                 | 10                |
| Portogallo           | 12                |
| Regno Unito          | 3                 |
| Repubblica Ceca      | 6                 |
| Romania              | 50                |
| Russia               | 71                |
| Singapore            | 1                 |
| Slovacchia           | 9                 |
| Slovenia             | 15                |
| Spagna               | 64                |
| Stati Uniti          | 3                 |
| Sudafrica            | 9                 |
| Svezia               | 17                |
| Svizzera             | 13                |
| Ungheria             | 12                |
| Vietnam              | 25                |

### Classifiche di fine anno
| Classifica (2021) | Posizione |
| ----------------- | --------- |
| Australia         | 9         |
| Austria           | 58        |
| Belgio (Fiandre)  | 66        |
| Belgio (Vallonia) | 40        |
| Brasile           | 176       |
| Canada            | 11        |
| Corea del Sud     | 162       |
| Croazia           | 41        |
| Danimarca         | 22        |
| Francia           | 56        |
| Germania          | 92        |
| Irlanda           | 12        |
| Islanda           | 33        |
| Norvegia          | 22        |
| Nuova Zelanda     | 5         |
| Paesi Bassi       | 39        |
| Portogallo        | 38        |
| Regno Unito       | 14        |
| Stati Uniti       | 6         |
| Svezia            | 66        |
| Svizzera          | 43        |
| Ungheria          | 33        |
| Classifica (2022) | Posizione |
| Australia         | 34        |
| Canada            | 54        |
| Nuova Zelanda     | 37        |
| Stati Uniti       | 90        |
| Vietnam           | 49        |

## Date di pubblicazione
| Paese                 | Data           | Formato                      | Versione    | Nota   |
| --------------------- | -------------- | ---------------------------- | ----------- | ------ |
| Mondo                 | 9 aprile 2021  | Download digitale, streaming | 1ª versione | [ 92 ] |
| Regno Unito           | 9 aprile 2021  | Contemporary hit radio       | 1ª versione | [ 93 ] |
| Svezia                | 9 aprile 2021  | Contemporary hit radio       | 1ª versione | [ 94 ] |
| Stati Uniti d'America | 13 aprile 2021 | Contemporary hit radio       | 1ª versione | [ 95 ] |
| Stati Uniti d'America | 13 aprile 2021 | Rhythmic contemporary        | 1ª versione | [ 96 ] |
| Italia                | 16 aprile 2021 | Contemporary hit radio       | 1ª versione | [ 97 ] |
| Stati Uniti d'America | 17 maggio 2021 | Adult contemporary radio     | 1ª versione | [ 98 ] |
| Mondo                 | 22 luglio 2022 | Download digitale, streaming | 2ª versione | [ 99 ] |